# Partit Laborista de Barbados
El Partit Laborista de Barbados (en anglès, Barbados Labour Party) és el principal partit de l'oposició de Barbados d'ideologia de centre-esquerra. Dirigit per Owen Arthur, el PLB ocupa 10 dels 30 escons de la Casa de l'Assemblea de Barbados des de gener de 2008. És membre de la Internacional Socialista.
El Partit Laborista de Barbados va ser fundat el 31 de març de 1938 a la casa de James Martineau. Durant la primera reunió, Chrissie Brathwaite i Grantley Adams van ser triats president i vicepresident. El partit va ser l'organització que va canalitzar el moviment polític que van portar les disturbis de 1937 concloent en la transferència pacífica del poder. Els objectius dels fundadors van incloure el sufragi universal (per a adults), l'educació gratuïta i millores en els habitatges i l'assistència mèdica. Van debutar en les eleccions generals de 1940 i l'any 1994 Owen Arthur va esdevenir Primer ministre i actualment exerceix el seu tercer mandat consecutiu com a líder del PLB.
En les eleccions de l'any 2003 el PLB va guanyar 23 dels 30 escons (75.313 dels 135.083 vots o el 55,75 % de l'electorat). La xifra va augmentar a 24 l'any 2006 quan en un situació sense precedents, el llavors líder de l'oposició, després d'una batalla interna amb el seu propi partit va dimitir del seu càrrec i es va integrar en el partit del govern. El partit va perdre suport popular en les eleccions generals de gener de l'any 2008, guanyant 10 escons en contra els 20 escons del Partit Democràtic Laborista de Barbados.